# بلانسکو
بْلانسکو (به چکی: Blansko) شهری در منطقه موراویای جنوبی کشور جمهوری چک است که جمعیت آن در سال ۲۰۰۷ میلادی ۲۰٫۸۲۴ نفر بوده‌است.